# Villereversure
Villereversure är en kommun i departementet Ain i regionen Auvergne-Rhône-Alpes i östra Frankrike. Kommunen ligger  i kantonen Ceyzériat som ligger i arrondissementet Bourg-en-Bresse. Kommunens areal är 17,45 km². År 2022 hade Villereversure 1 391 invånare.

## Befolkningsutveckling
Antalet invånare i kommunen Villereversure
Referens: INSEE